# Cour d'honneur
Cour d'honneur ali častno dvorišče je arhitekturni izraz za tristrano dvorišče, ki ga obkrožajo glavna osrednja bivalna zgradba ali Corps de Logis in simetrična stranska krila, ki vsebujejo spremljajoče prostore. Versajska palača (na sliki) in palača Blenheim (tloris) imata tako častno dvorišče.
Nekatere simetrične zahodnoevropske podeželske palače iz 16. stoletja so bile sicer zgrajene v tlorisu v obliki črke U, z osrednjimi vrati v glavnem poslopju, ki ga oklepata navzven štrleči krili, vendar je bil formalen cour d'honneur prvič na voljo v velikih palačah in dvorcih 17. stoletja, kjer se je ustvaril glavni pristop in slavnostni vhod v stavbo. Njegovo odprto dvorišče je bilo kot klasično gledališče s proskenijem, kot je zgrajena kulisa v perspektivi ulice v Palladijevem Teatro Olimpico (Vicenza, 1584). Kot gledališče je grajeno okolje opredeljeno in obdano z več javnega prostora, ki ga obkroža bogato okrašena ograja iz pozlačenega kovanega železa. Kasnejši razvoj je zamenjal ograjo z odprto arhitekturo stebrišča, kot je v Palais-Royal (Pariz), Schönbrunn (Dunaj), palača Charlottenburg (Berlin), Aleksandrova palača (Sankt Petersburg) ali jonska zaščita Henryja Hollanda v Carlton House v Londonu (na sliki spodaj).
Tehnično lahko izraz cour d'honneur uporabimo za kakršno koli veliko javno ali stanovanjsko zgradbo, starodavno in sodobno, ki ima simetrično dvorišče izstopajoče na ta način in na katerega prispe počaščen obiskovalec. (Preostali lahko pridejo skozi stranski vhod).
Primere cour d'honneur je mogoče najti v mnogih najbolj pomembnih baročnih in klasicističnih zgradbah v Evropi, med njimi pri Palača Pitti, ki je ena izmed prvih rezidenc 16. stoletja, ki je imela cour d'honneur. Druge mestne palače 16. stoletja  so ostale odločno zaprte, kot je palača Farnese v Rimu. Tudi v Rimu, so krila palače Barberini, ki jo je oblikoval Carlo Maderno (1627), bila prva, ki so segla izven osrednjega bloka in ustvarila cour d'honneur v tlorisu. 
Številčne so pariške mestne palače (hôtels particuliers) zgrajene z cour d'honneur med dvoriščem in vrtom. V teh tlorisih je lahko ulična fasada kot vrsta zgradbe, ki ni v nasprotju z navadnimi hišami (maisons), vendar z velikimi, pogosto obokanimi vrati, skozi katere so se lahko pripeljali v cour d'honneur skrit za njimi. V utesnjenem mestu eden od stranskih delov cour d'honneur ni več smel biti kot arhitekturni zaslon, uravnoteženje krilu palače nasproti, ki je pogosto vsebovalo spremljajoče prostore in hleve. Visoko na lestvici je Palais Royal, ki je med prvimi hôtels particuliers v Parizu imela cour d'honneur, ki je bil nekoč ločen od javne ceste z kovano železno ograjo, kasneje pa odprt z arhitekturnim stebriščem in velikim odprtim parkom zadaj, ki je zdaj v javni prostor. V bližini palače Tuilerije, ki je ni več, je ostal cour d'honneur s svojim Arc du Carrousel, prav tako pa tudi vrtovi za nekdanjo palačo.
V gosto pozidanih mestih s strogo urejenim tlorisom omrežja, kot je New York, so imele redke zasebne hiše cour d'honneur tudi v zlati dobi; Villardova palača na Madison Avenue in nekdanja palača Williama K. Vanderbilta na Plaza, sta redki izjemi. V Londonu ohranja svoj cour d'honneur Burlington House, kot tudi Buckinghamska palača, a tu je cour d'honneur zdaj skrit za največkrat fotografirano vzhodno fasado Edwarda Bloreja iz leta 1847, ki je obrnjena proti Mall in ga zdaj obdaja. Cour d'honneur, ki je zdaj znana kot The Quadrangle, še vedno ohranja glavni vhod v palačo.